# Le Chenit
Le Chenit (toponimo francese) è un comune svizzero di 4 670 abitanti del Canton Vaud, nel distretto del Jura-Nord vaudois.

## Geografia fisica
Le Chenit è affacciato sul lago di Joux.

## Società

### Evoluzione demografica
L'evoluzione demografica è riportata nella seguente tabella:
Abitanti censiti

## Infrastrutture e trasporti

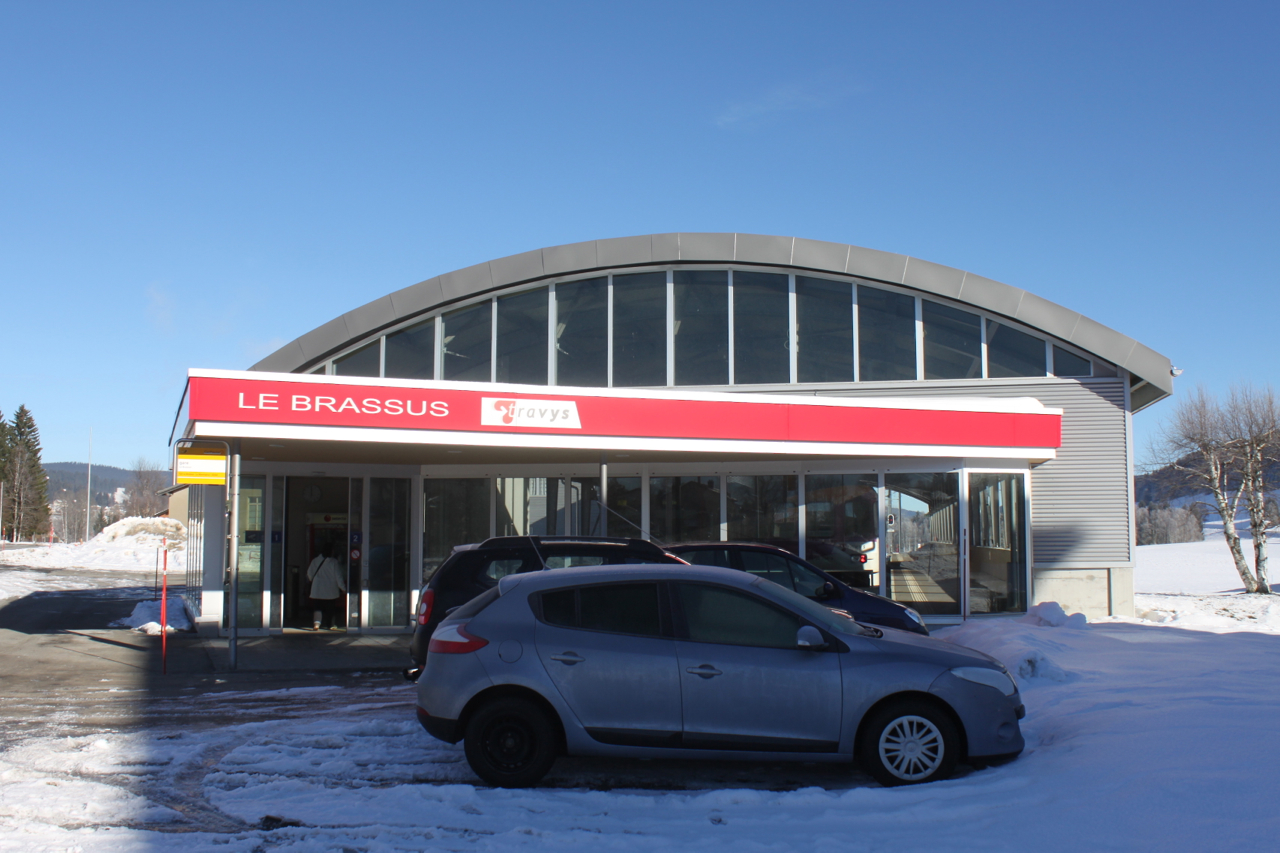
La stazione di Le Brassus

Le Chenit è servito dalle stazioni di Le Brassus e di Sentier-Orient, lungo la ferrovia Pont-Brassus.

## Amministrazione
Ogni famiglia originaria del luogo fa parte del cosiddetto comune patriziale e ha la responsabilità della manutenzione di ogni bene ricadente all'interno dei confini del comune.